# Dijon Thompson
Dijon Lynn Thompson (* 23. Februar 1983 in Los Angeles) ist ein US-amerikanischer Basketballspieler.
In seiner College-Zeit spielte er für die UCLA Bruins.
Im NBA Draft 2005 wurde er an 54. Stelle von den New York Knicks ausgewählt. Er absolvierte 10 Spiele in der NBA für die Phoenix Suns und stand anschließend bei den Albuquerque Thunderbirds in der NBA Development League unter Vertrag, wo er auf 20,3 Punkte und 9,3 Rebounds pro Spiel kam.
Zur Saison 2007/08 wechselte der 2,01 m große Small Forward in die Basketball-Bundesliga zu Alba Berlin. Am 8. Mai 2008 trennte man sich in beiderseitigem Einvernehmen.